# Odontostomops normalops
Odontostomops normalops är en fiskart som först beskrevs av Parr 1928.  Odontostomops normalops ingår i släktet Odontostomops och familjen Evermannellidae. Inga underarter finns listade i Catalogue of Life.